# ATLiens
Albums de OutKast
Southernplayalisticadillacmuzik
(1994) Aquemini
(1998)
Singles
1. Elevators (Me & You)
Sortie : 5 juillet 1996
2. ATLiens
Sortie : Novembre 1996
3. Jazzy Belle
Sortie : Avril 1997

ATLiens est le deuxième album studio d'OutKast, sorti le 27 août 1996.
ATLiens est un jeu de mots entre « Atlanta », la ville d'origine d'Outkast, et le terme « aliens ».
L'album, qui s'est classé 1er au Top R&B/Hip-Hop Albums et 2e au Billboard 200, a été certifié double disque de platine par la RIAA le 24 juin 2003.
Le single éponyme a été leur premier titre à entrer dans le Top 40 du Billboard Hot 100, se classant à la 35e place, et Elevator (Me And You), le premier à entrer dans le Top 20, se classant à la 12e place.

## Liste des titres
| No  | Titre                                                                                        | Contient un (des) sample(s) de                                                                                         | Durée |
| --- | -------------------------------------------------------------------------------------------- | --- | ----- |
| 1.  | You May Die (Intro) (featuring Trina Broussard, Joi et Whild Peach)                          | Summer in the City de Quincy Jones featuring Valerie Simpson                                                           | 1:05  |
| 2.  | Two Dope Boyz (In a Cadillac) (featuring Peaches)                                            | Danger! She's a Stranger des Five Stairsteps D.E.E.P. d'OutKast                                                        | 2:42  |
| 3.  | ATLiens                                                                                      | Around the World d'Attilio Mineo So Tired des Chambers Brothers Icon of Sin de Bobby Prince                            | 3:50  |
| 4.  | Wheelz of Steel                                                                              | Focus III de Focus Saturday Night Style de Mikey Dread                                                                 | 4:03  |
| 5.  | Jazzy Belle (featuring Jazzyfatnastees)                                                      | Rock Steady d'Aretha Franklin Prelude de Lamont Dozier It's Yours de T La Rock et Jazzy Jay Cell Therapy de Goodie Mob | 4:11  |
| 6.  | Elevators (Me & You) (featuring Sleepy Brown)                                                | Blue Suede Shoes de Carl Perkins                                                                                       | 4:25  |
| 7.  | Ova da Wudz (featuring Witchdoctor)                                                          | Whores in This House de Frank Ski Judas de Society of Soul                                                             | 3:47  |
| 8.  | Babylon (featuring Andrea Martin)                                                            | 12 O'Clock de Vangelis Goodbye Love de Guy                                                                             | 4:24  |
| 9.  | Wailin'                                                                                      | To the Establishment de Lou Bond                                                                                       | 1:58  |
| 10. | Mainstream (featuring Khujo et T-Mo)                                                         | Sesame Street de Goodie Mob                                                                                            | 5:18  |
| 11. | Decatur Psalm (featuring Big Gipp, Trina Broussard, Cool Breeze, Joi, Tamara et Whild Peach) | Cebu des Commodores | 3:58  |
| 12. | Millennium (featuring ShaJuanna Edghill)                                                     | | 3:09  |
| 13. | E.T. (Extraterrestrial) (featuring Witchdoctor)                                              | | 3:06  |
| 14. | 13th Floor/Growing Old (featuring Big Rube)                                                  | | 6:50  |
| 15. | Elevators (Me & You) [ONP 86 Remix]                                                          | Come in Out of the Rain de Parliament                                                                                  | 4:37  |